# Pusjkin (stad)

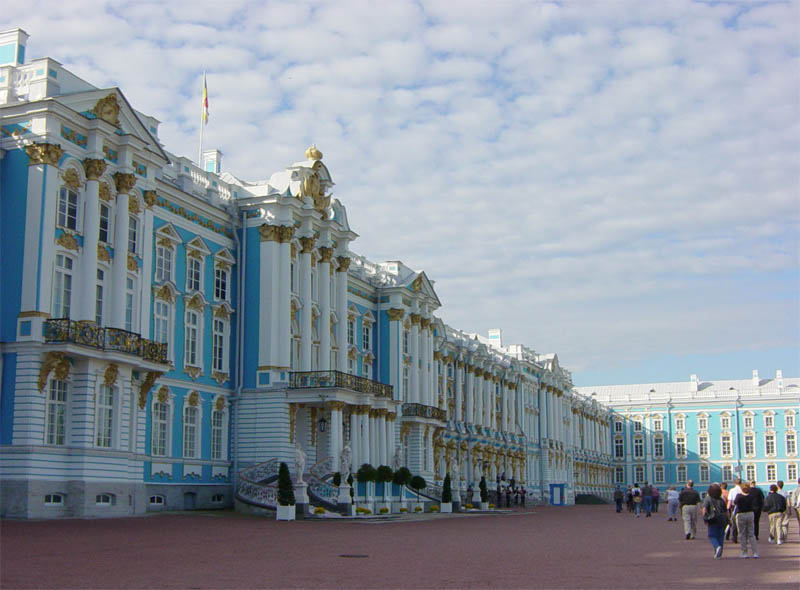
Katarinapalatset i Pusjkin.

Pusjkin (ryska Пушкин) är en stad i Ryssland och ligger inom gränsen för Sankt Petersburgs federala stadsområde. Folkmängden uppgick till 101 101 invånare i början av 2015.

## Historia
Staden grundades under 1700-talet och växte upp kring den ryska tsarens sommarresidens, Petershof, under namnet Tsarskoje Selo, och den storslagna slotts- och parkanläggningen från denna tid är ett välbesökt turistmål.
Åren 1917–1937 bar staden namnet Detskoje Selo men döptes sedan om till Pusjkin för att hedra Rysslands nationalskald Aleksandr Pusjkin som studerat vid tsarens lyceum i staden.
Förutom det senbarocka Stora slottet, byggt av Bartolomeo Rastrelli 1749–1756, ligger i den vackra parken flera palats och paviljonger, bland annat den berömda Agatpaviljongen med väggar av agat.